# Zila
Zila es cada uno de los distritos en los que se divide una división de Bangladés. Cada zila está a su vez subdivido en upazilas.
Las zilas de Bangladés son:

## Barisal (বরিশাল)
Comprende 6 zilas: 
- Barguna (বরগুনা)
- Barisal (বরিশাল)
- Bhola (ভোলা)
- Jhalokati (ঝালকাঠী)
- Patuakhali (পটুয়াখালী)
- Pirojpur (পিরোজপুর)

## Chittagong (চট্টগ্রাম)
Comprende 11 distritos o zilas:
- Bandarban (বান্দরবান)
- Rangamati (রাঙ্গামাটি)
- Khagrachari (খাগড়াছড়ি)
- Cox's Bazar (কক্সবাজার)
- Chittagong (চট্টগ্রাম)
- Feni (ফেনী)
- Noakhali (নোয়াখালী)
- Lakshmipur (লক্ষীপুর)
- Comilla (কুমিল্লা)
- Brahmanbaria (ব্রাহ্মনবাড়ীয়া)
- Chandpur (চাঁদপুর)

## Daca (ঢাকা)
Comprende 13 zilas:
- Daca (ঢাকা)
- Manikgonj (মানিকগঞ্জ)
- Gazipur (গাজীপুর)
- Narayanganj (নারায়ণগঞ্জ)
- Tangail (টাংগাইল)
- Madaripur (মাদারীপুর)
- Munshiganj (মুন্সীগঞ্জ)
- Gopalganj (গোপালগঞ্জ)
- Kishoreganj (কিশোরগঞ্জ)
- Narsingdi (নরসিংদী)
- Shariatpur (শরীয়তপুর)
- Rajbari (রাজবাড়ী)
- Faridpur (ফরিদপুর)

## Khulna (খুলনা)
Comprende 10 zilas:
- Khulna (খুলনা)
- Shatkhira (সাতক্ষিরা)
- Bagerhat (বাগেরহাট)
- Jessore (যশোর)
- Narail (নড়াইল)
- Magura (মাগুরা)
- Jhenaidah (ঝিনাইদাহ)
- Chuadanga (চুয়াডাঙ্গা)
- Kushtia (কুষ্টিয়া)
- Meherpur (মেহেরপুর)

## Rajshahi (রাজশাহী)
Incluye 8 zilas:
- Bogra (বগুরা)
- Jaipurhat (জয়পুরহাট)
- Naogaon (নওগাঁ)
- Natore (নাটোর)
- Nawabganj (নওয়াবগঞ্জ)
- Pabna (পাবনা)
- Rajshahi (রাজশাহী)
- Sirajganj (সিরাজগঞ্জ)

## Rangpur (রংপুর)
Comprende 8 zilas:
- Dinajpur (দিনাজপুর)
- Gaibandha (গাইবান্ধা)
- Kurigram (কুড়িগ্রাম)
- Lalmonirhat (লালমনিরহাট)
- Nilphamari (নীলফামারী)
- Panchagarh (পঞ্চগড়)
- Rangpur (রংপুর)
- Thakurgaon (ঠাকুরগাঁও)

## Sylhet (সিলেট)
Comprende 4 zilas:
- Habiganj (হবিগঞ্জ)
- Maulvibazar (মৌলভীবাজার)
- Sunamganj (সুনামগঞ্জ)
- Sylhet (সিলেট)

## Mymensingh
Esta región se creó en el año 2015, del norte de la región de Daca. Comprende las siguientes zilas:
- Jamalpur (জামালপুর)
- Mymensingh (ময়মনসিংহ)
- Netrokona (নেত্রকোনা)
- Sherpur (শেরপুর)